# Unió de Consumidors d'Espanya
La Unió de Consumidors d'Espanya és una associació de consumidors i usuaris espanyola amb seu a Madrid i més de 50 oficines distribuïdes arreu d'Espanya.